# Bubenečský hřbitov
Bubenečský hřbitov se nachází v Praze 6 v městské čtvrti Bubeneč, mezi ulicemi Březovského, Albánská, Ve Struhách a Antonína Čermáka čp. 84/2, kde je vchod. Má rozlohu 1,69 ha a v roce 2001 se zde nacházelo 260 hrobek, 2200 hrobů a 690 urnových hrobů. Hřbitov spravuje příspěvková organizace Hřbitovy a pohřební služby hl. m. Prahy, Hřbitovní správa Malvazinky a Bubeneč.

## Historie

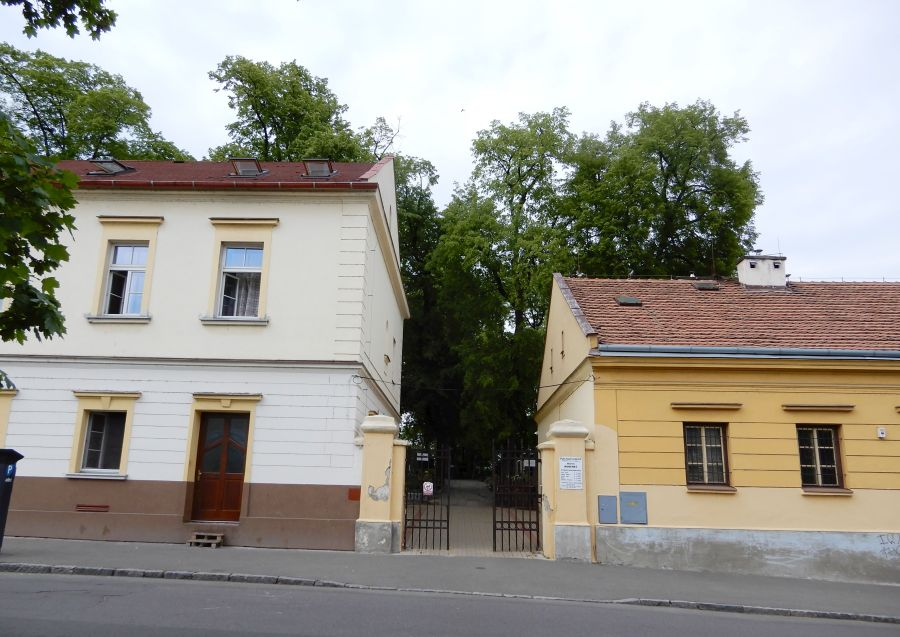
Vstupní brána, kancelář Hřbitovní správy (vpravo) a Azylový dům (vlevo)

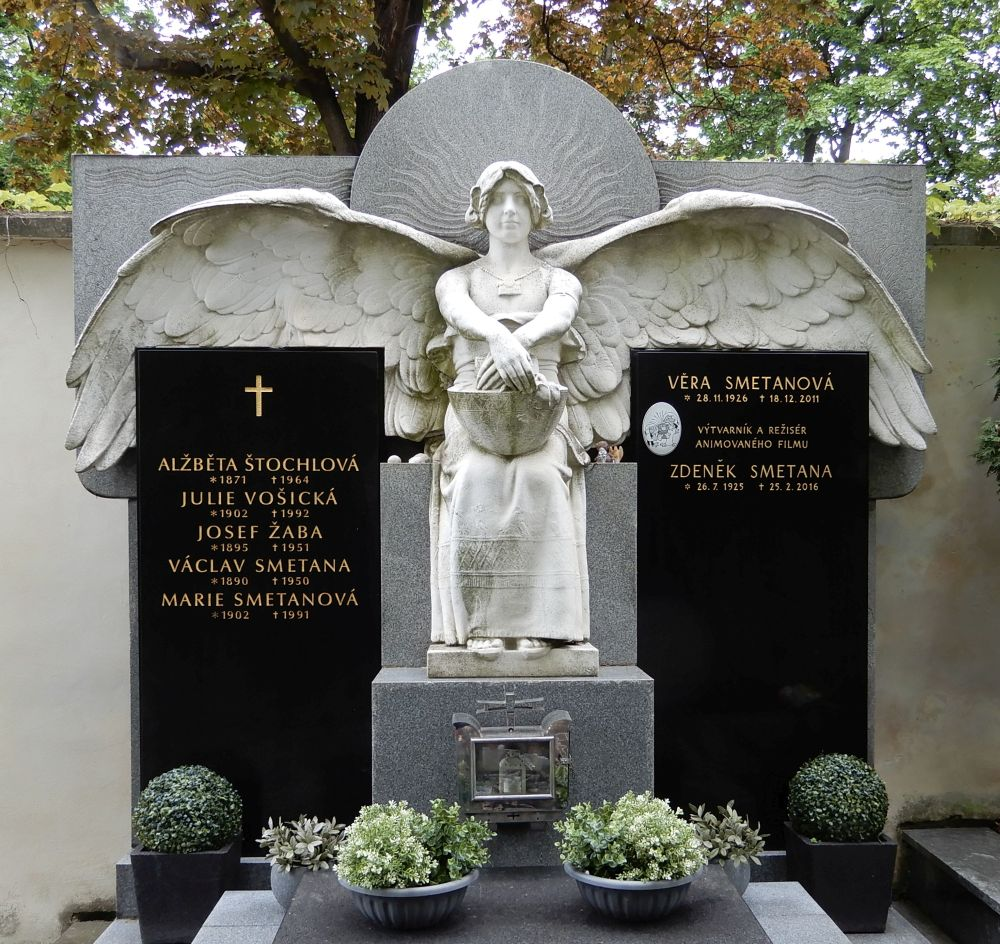
Hrob Zdeňka Smetany

Roku 1888  rodina rytíře Moritze Schlöchta z Heraltic darovala obci Bubeneč svůj pozemek na místě zvaném Ve Struhách, sousedící s jejich vilou čp. 45/XIX. Nový hřbitov byl nutný, protože malý hřbitov Na Skalce již nedostačoval. 
Stavbu hřbitova s kaplí svatého archanděla Rafaela, márnicí, domkem hrobníka čp. 84/XIX, vstupní branou a ohradní zdí vedl František Frolík, hřbitov byl otevřen a vysvěcen 28. září 1889.
Některé náhrobky byly ze starého hřbitova přeneseny. Časem byl ke starší východní části přistavěn nový hřbitov s objektem, kde je nyní umístěn Azylový dům pro muže.
V pravém (severním) domku sídlí Hřbitovní správa městské části Praha 6, zrušená kaple a zrušená márnice. Oba hřbitovy mají v křížení hlavních cest postaven monumentální křiž se shodnou litinovou pozlacenou sochou Krista (originál ve východní části hřbitova je z roku 1888).

## Hroby

### Starší (východní) část
Při východní zdi: společný hrob farářů od kostela svatého Gotharda a kněží řádu jezuitů; společný hrob sester Misionářek milosrdenství Matky Terezy
- Rodinný hrob svobodných pánů Malovců z Malovic a Kosoře
- Grafik T. F. Šimon a jeho syn Pavel Šimon
- Náhrobek od sochaře Františka Bílka patří Jaroslavu Boudovi, bratru malíře Cyrila Boudy, který je zde také pohřben s celou rodinou výtvarníků  a pedagogů (Alois Bouda, Anna Boudová, Jana Boudová a Jiří Bouda).
- Hudební skladatel Pavel Bořkovec a jeho syn architekt Aleš Bořkovec
- Historik umění František Adolf Borovský
- Sochařka Marta Jirásková a její manžel ing. arch. Josef Havlíček
- Architekt Bohdan Malaniuk
- Grafik Oldřich Kulhánek
- Stavební inženýr a politik Josef Záruba-Pfeffermann
- Režisér Jiří Sequens
- Grafik Ivan Strnad
- Malíř a grafik Karel Tondl
- Malíř Jaroslav Vodrážka

### Západní část
- Herec František Smolík a jeho manželka
- Lékař a spisovatel Jaroslav Durych
- Filozof prof. PhDr. Vladimír Hoppe
- Herečka Irena Kačírková
- Novinář Tomáš Řezáč
- Archeolog Miroslav Richter
- Scenárista a režisér kresleného filmu Zdeněk Smetana
- Hudební skladatel Rudolf Vohanka
- Sochař Jan Zach
- Kunsthistorik a byzantolog Nikolaj Lvovič Okuněv[3]
- Básník Lukáš Tomin

Původně (v roce 1949) byl na Bubenečském hřbitově pochován generálmajor Karel Lukas, účastník I. odboje a II. československého odboje, popravený komunisty. Dnes jeho ostatky spočívají v rodinném hrobě na hřbitově v Brníčku, kam byly převezeny.

## Galerie

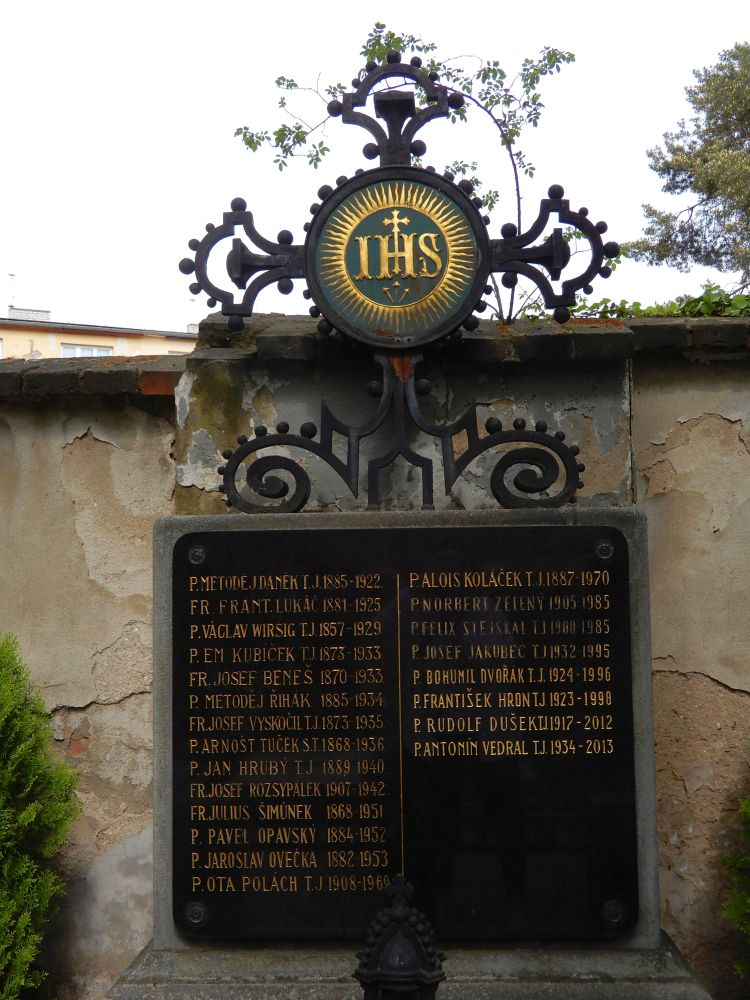
Hrob jezuitů
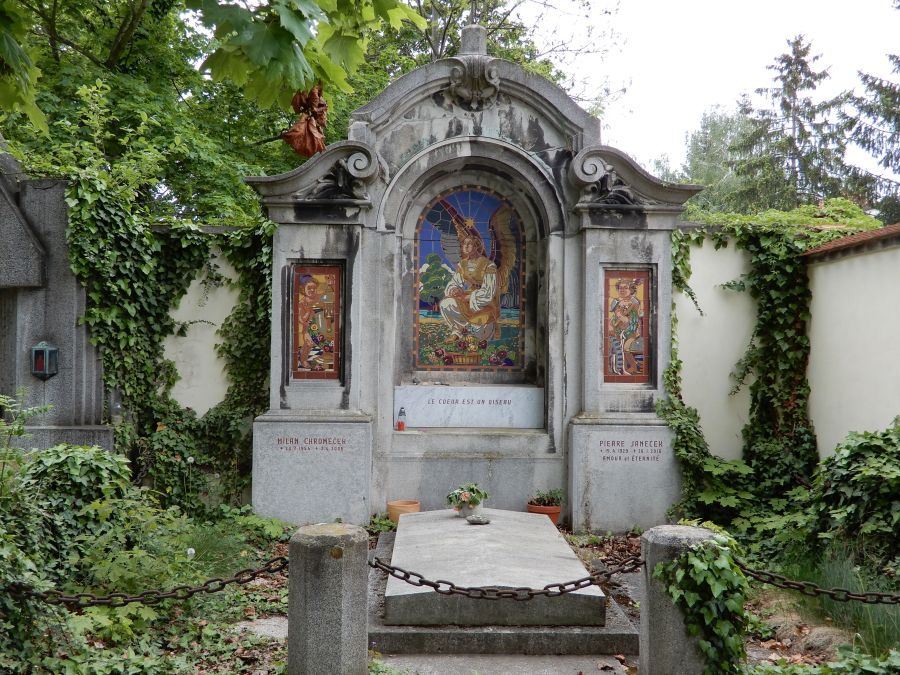
Hrob Janečků
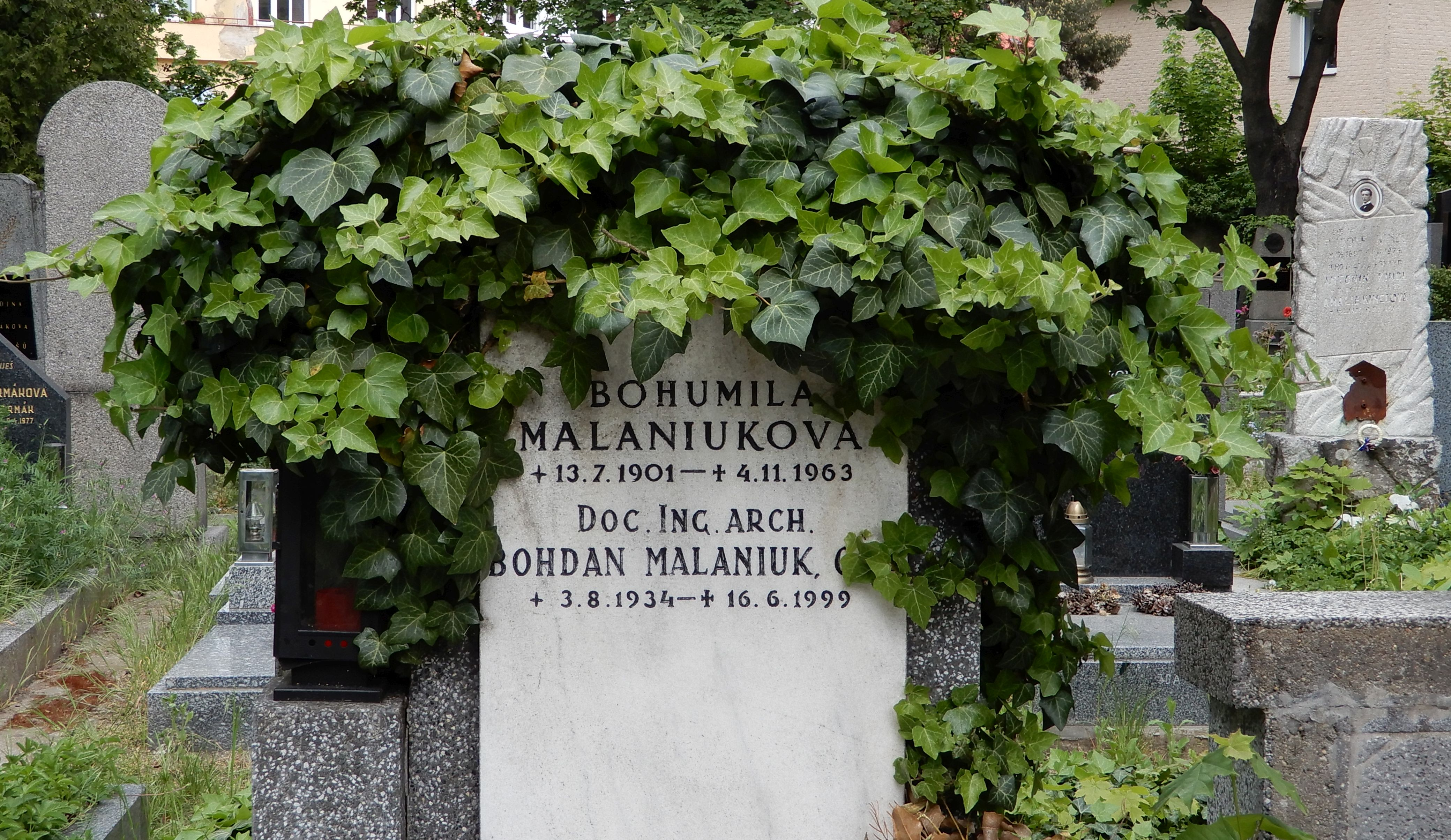
Arch. Bohdan Malaniuk
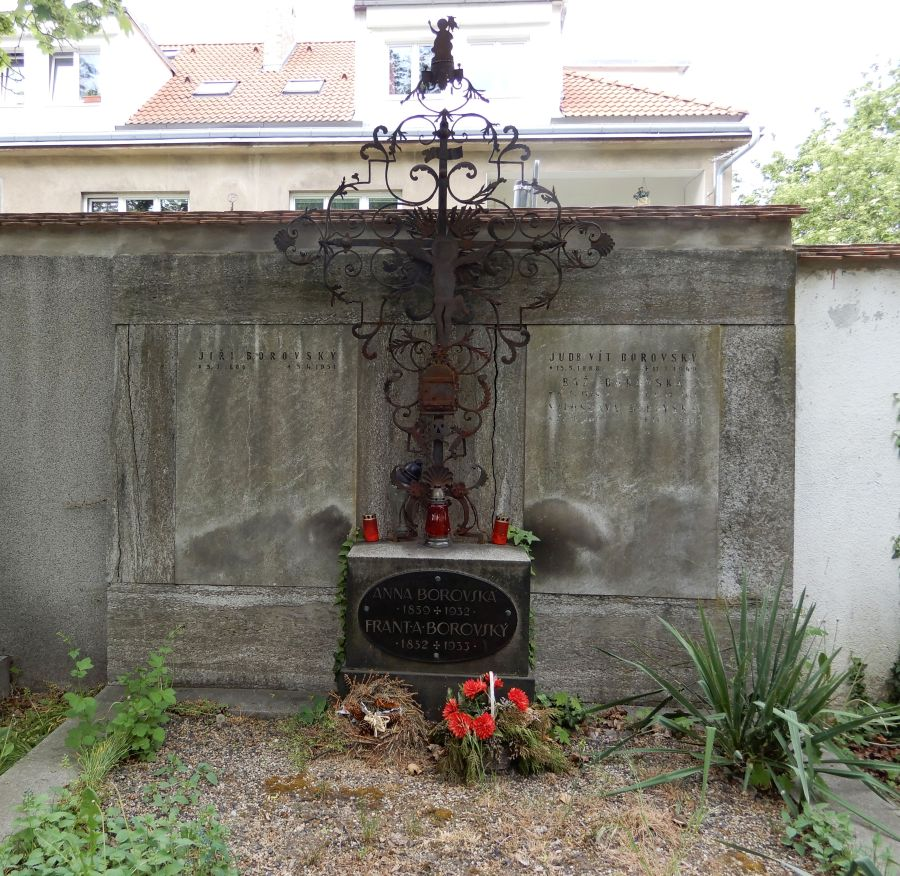
František A. Borovský
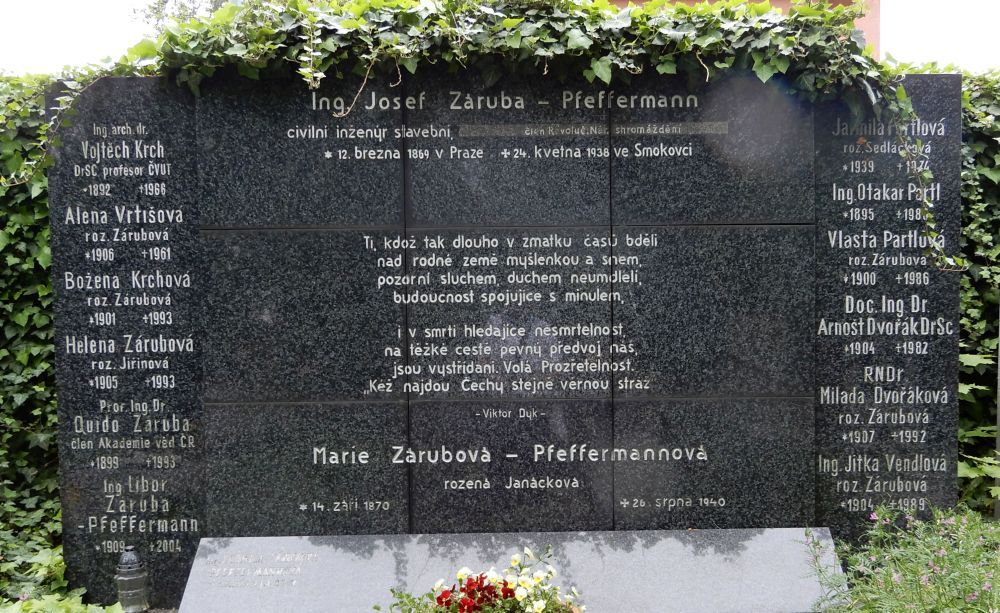
Josef Záruba-Pfeffermann
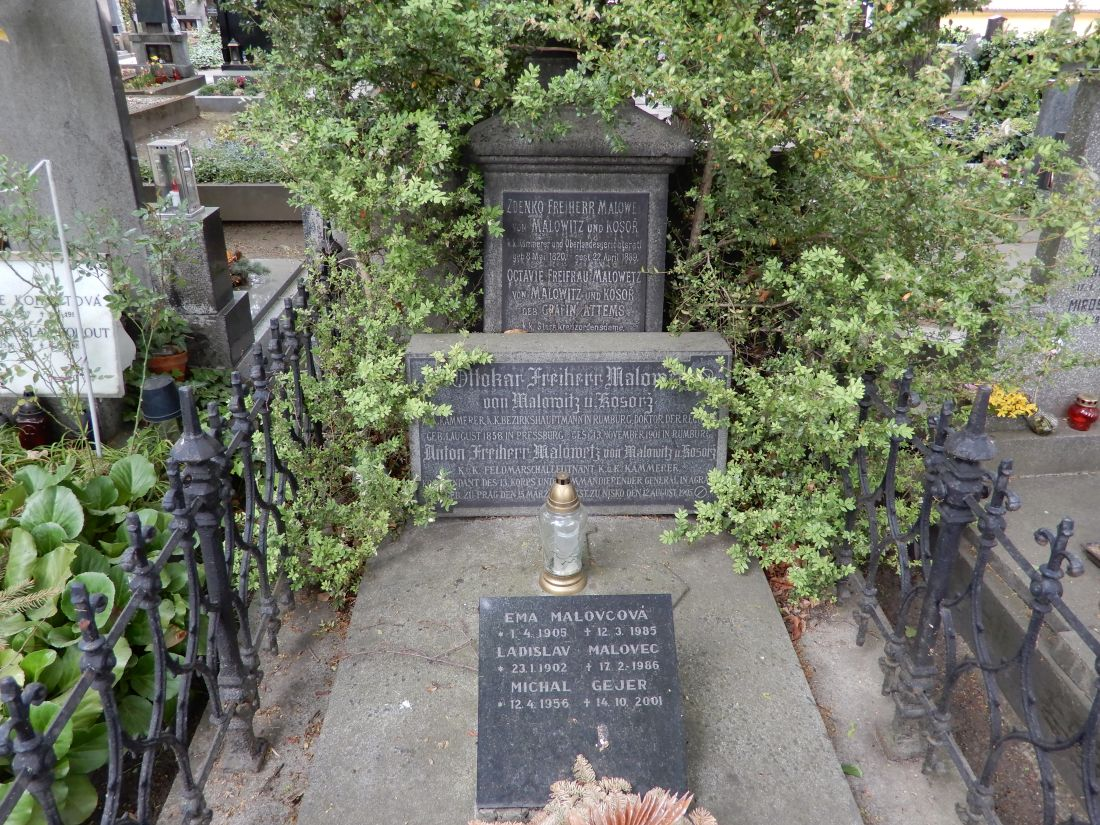
Malovcové z Malovic a Kosoře
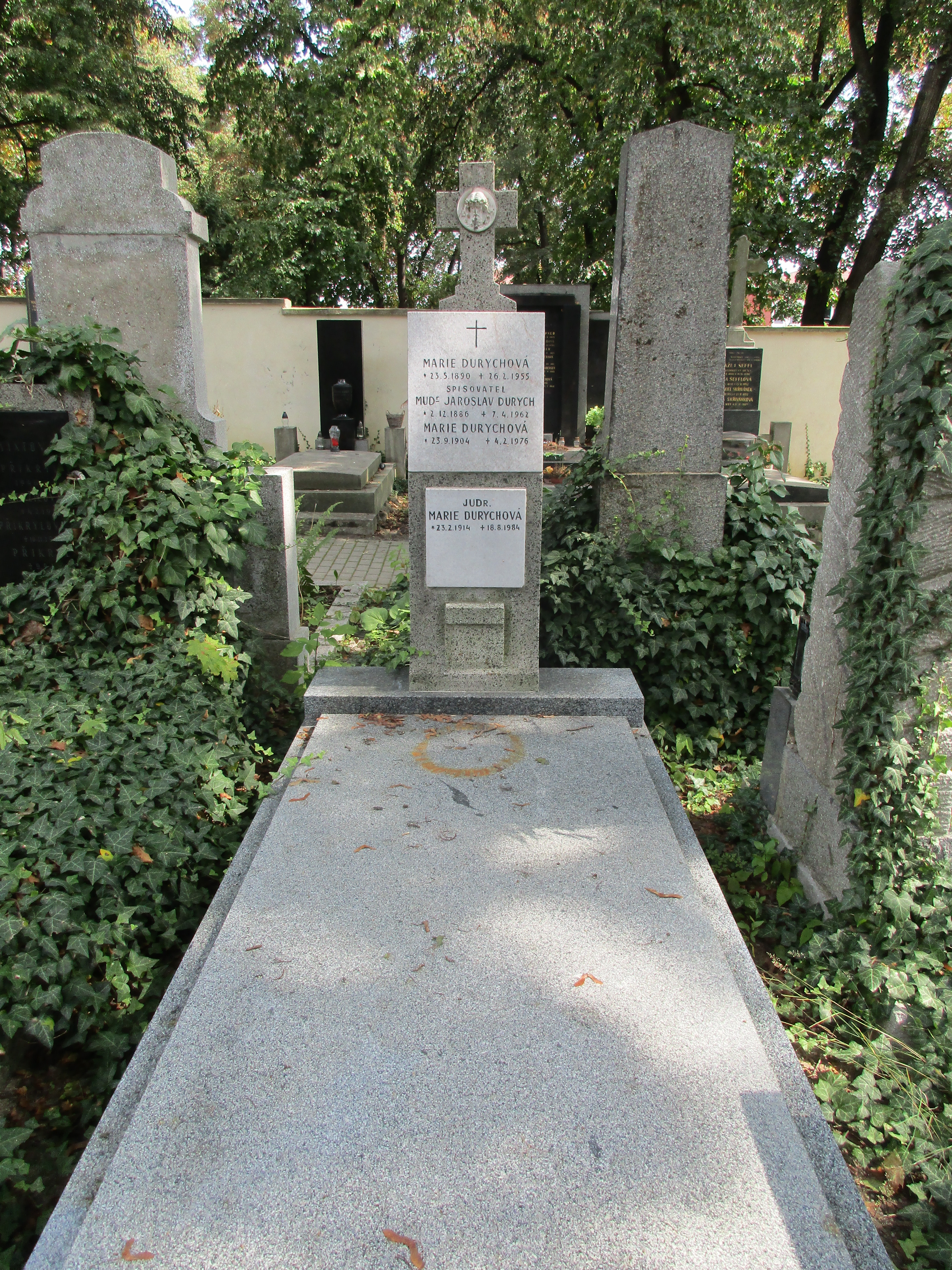
Jaroslav Durych
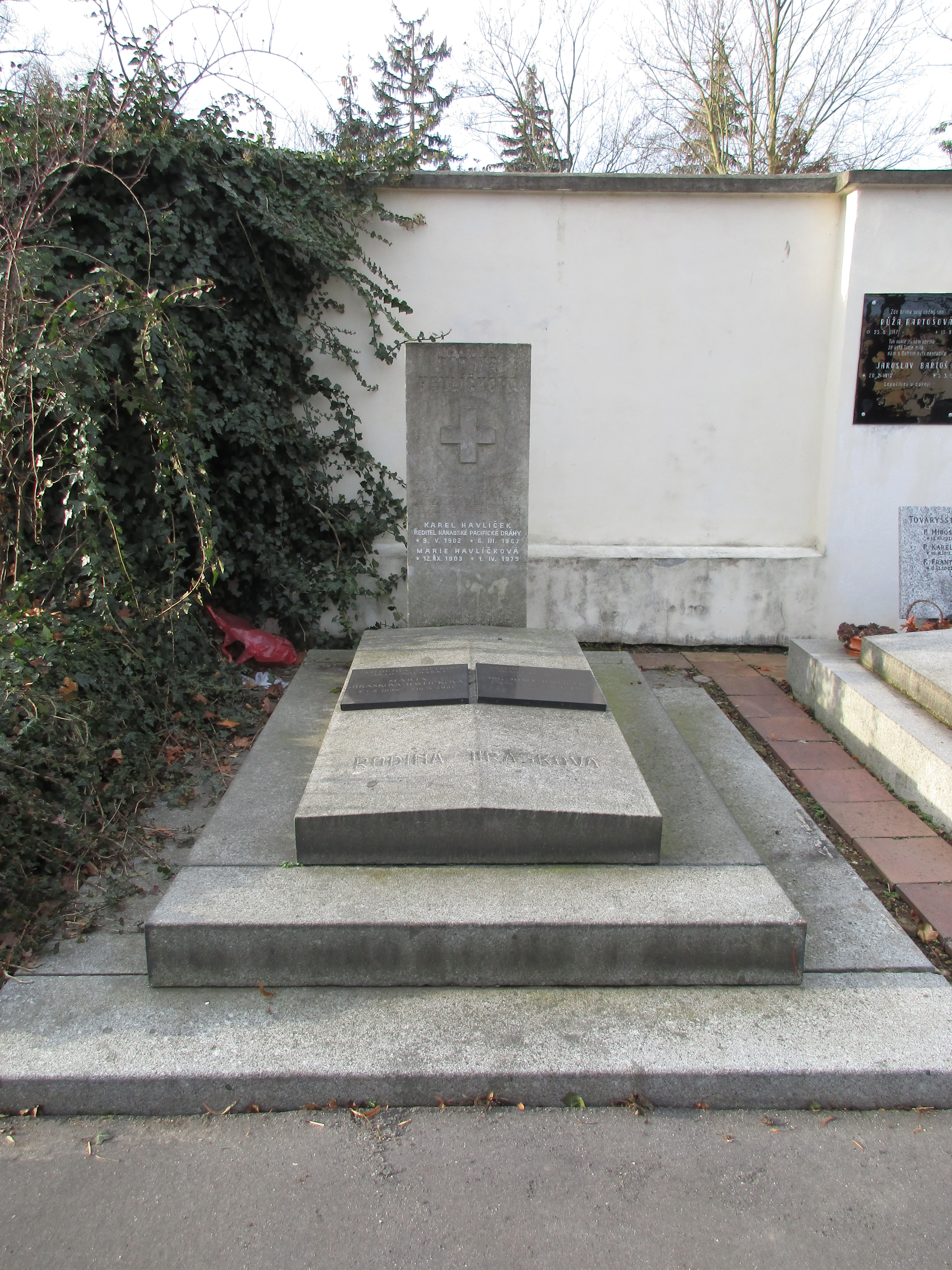
Marta Jirásková a Josef Havlíček
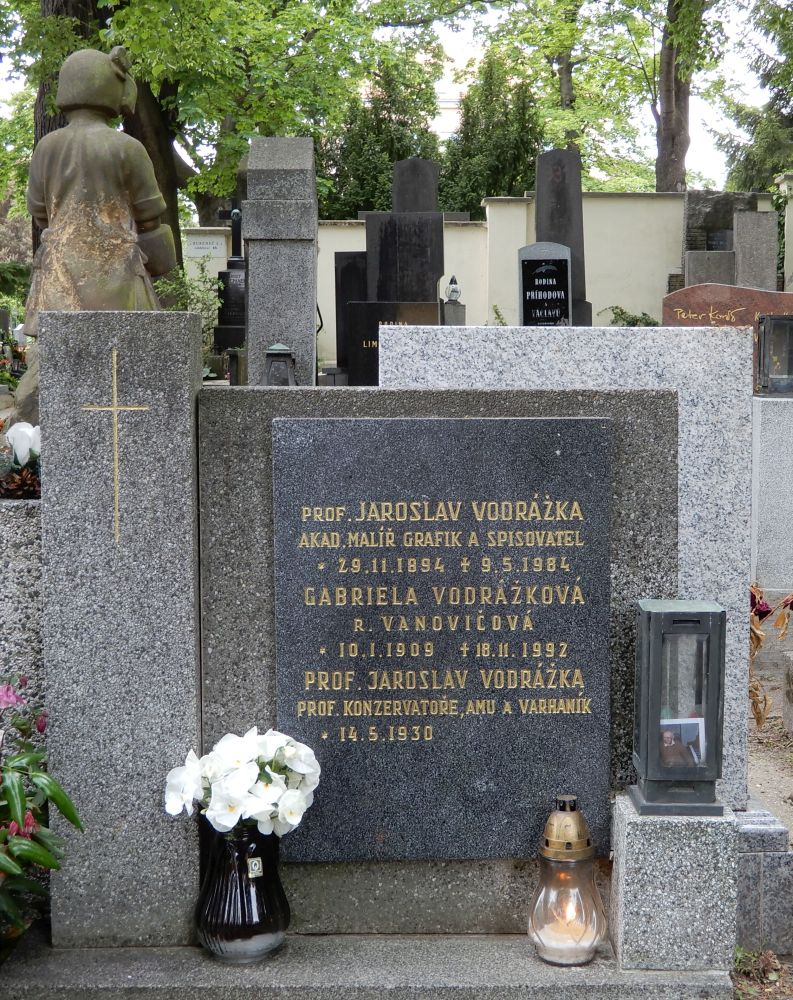
Jaroslav Vodrážka
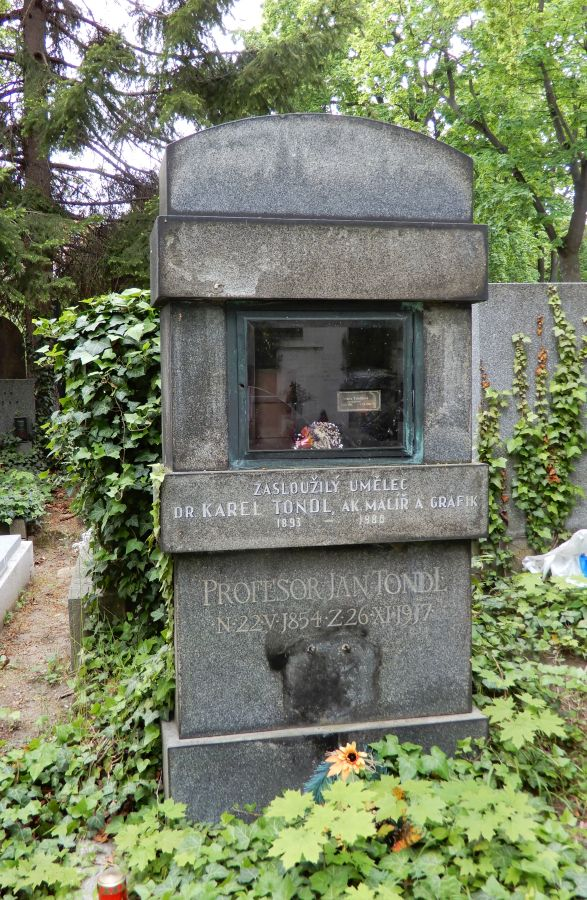
Karel Tondl
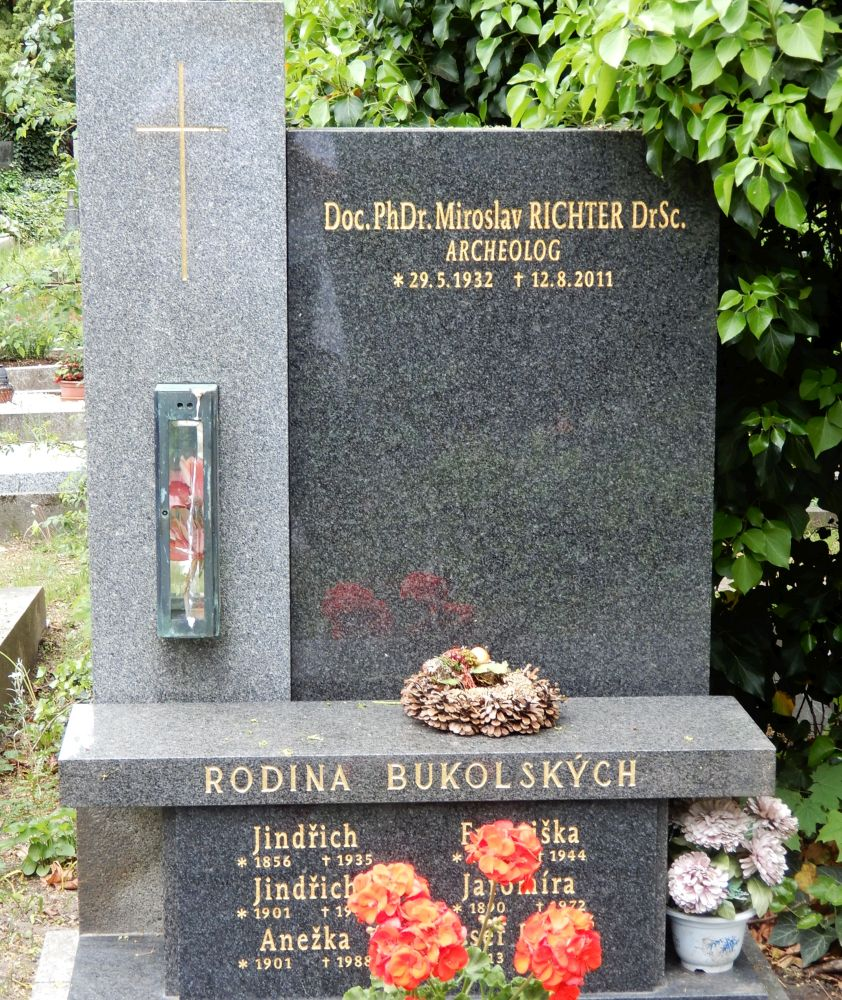
Miroslav Richter
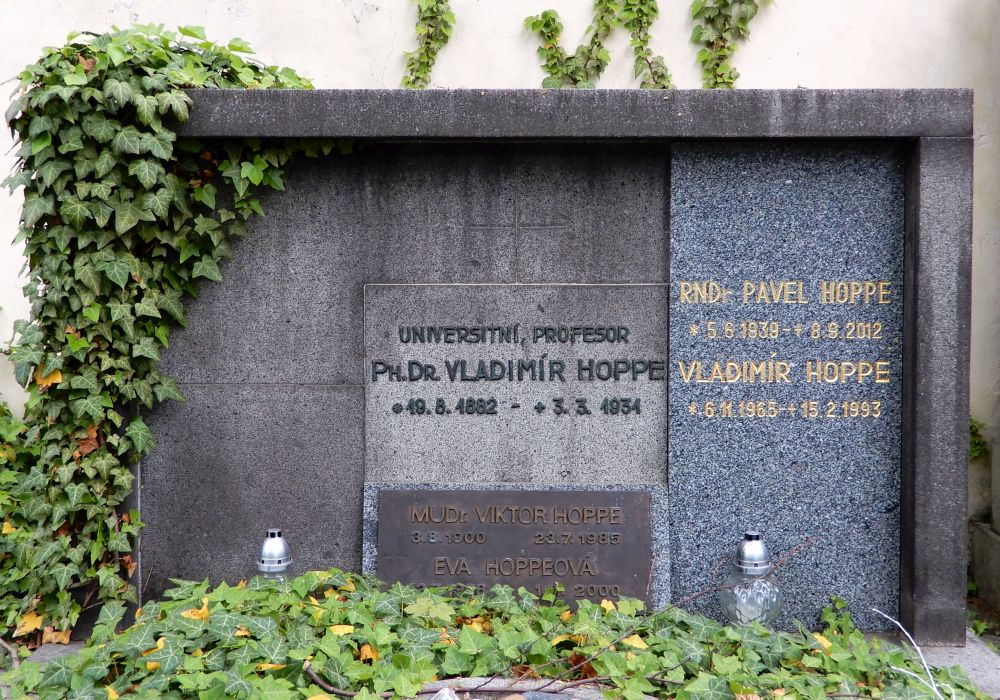
Prof. Vladimír Hoppe
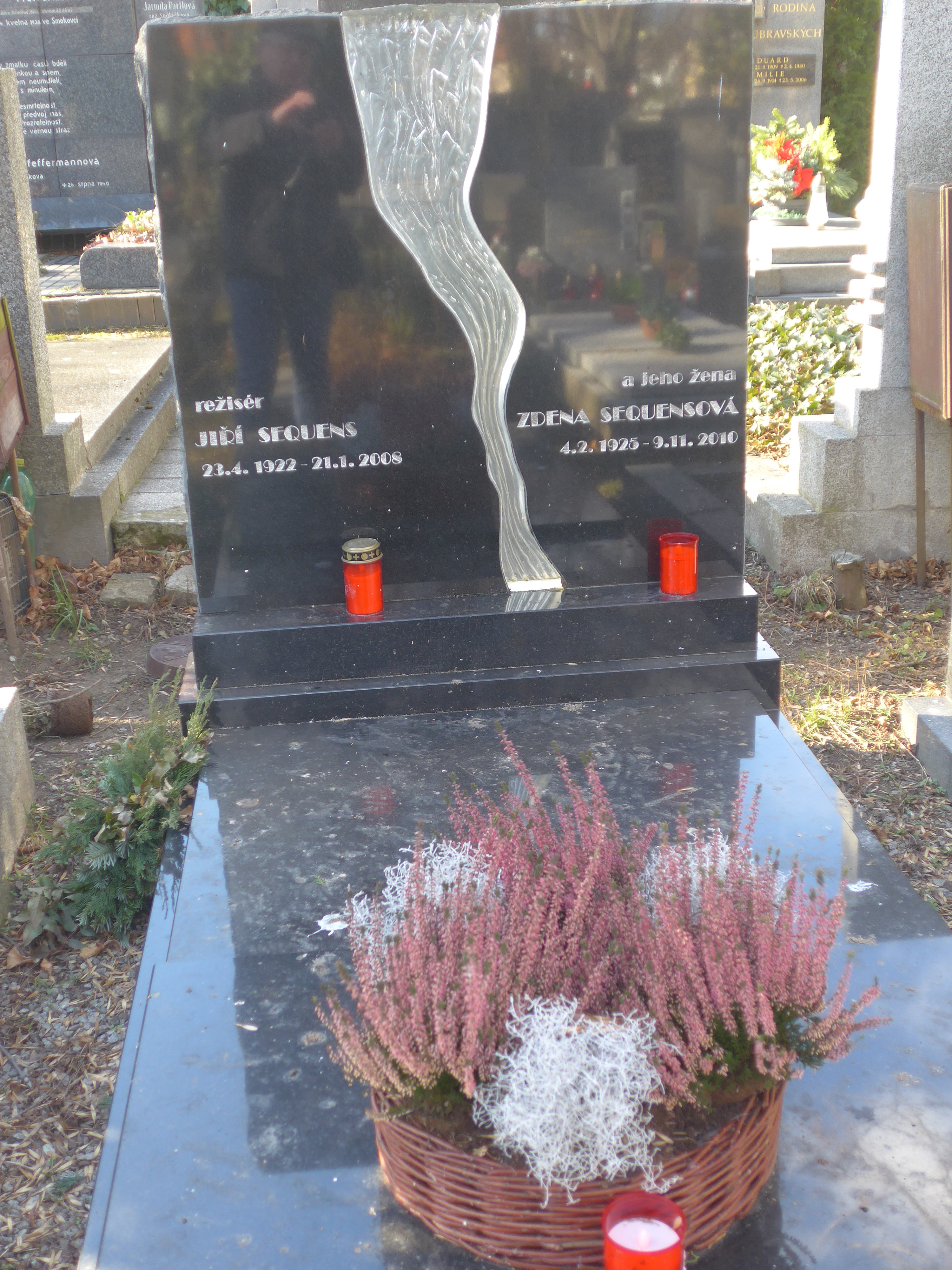
Jiří Sequens
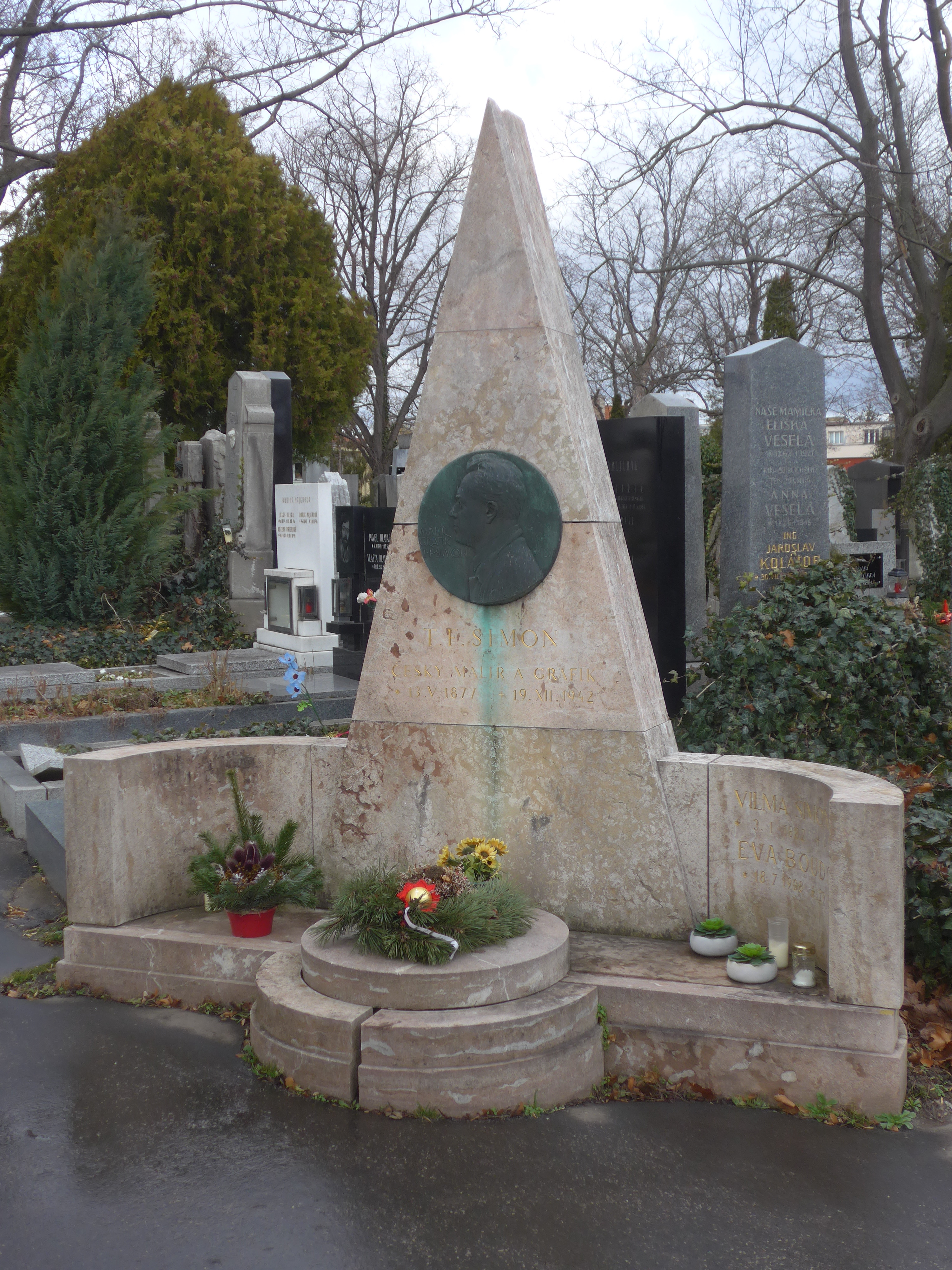
T.F. Šimon a Pavel Šimon
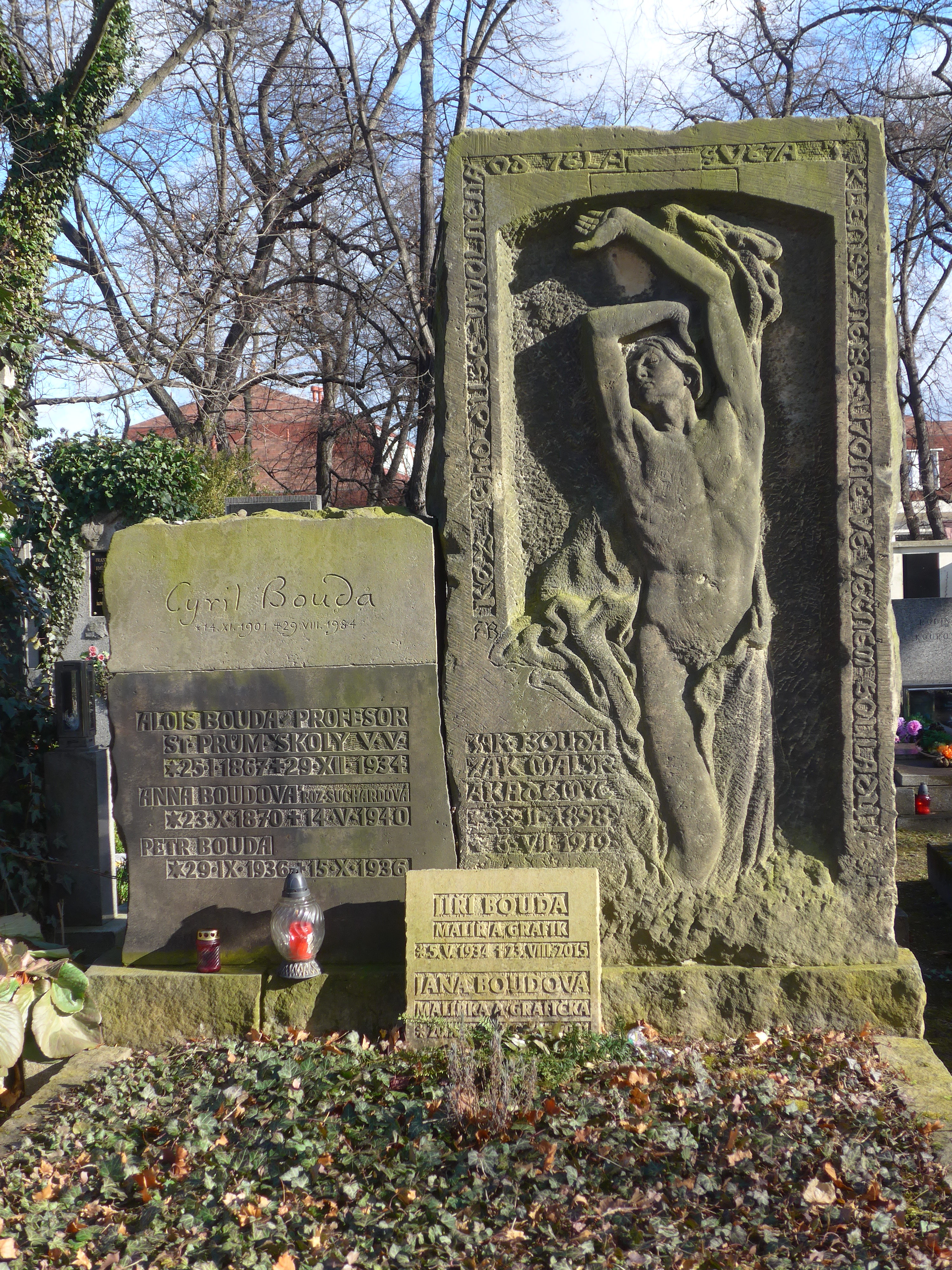
Rodina Boudova
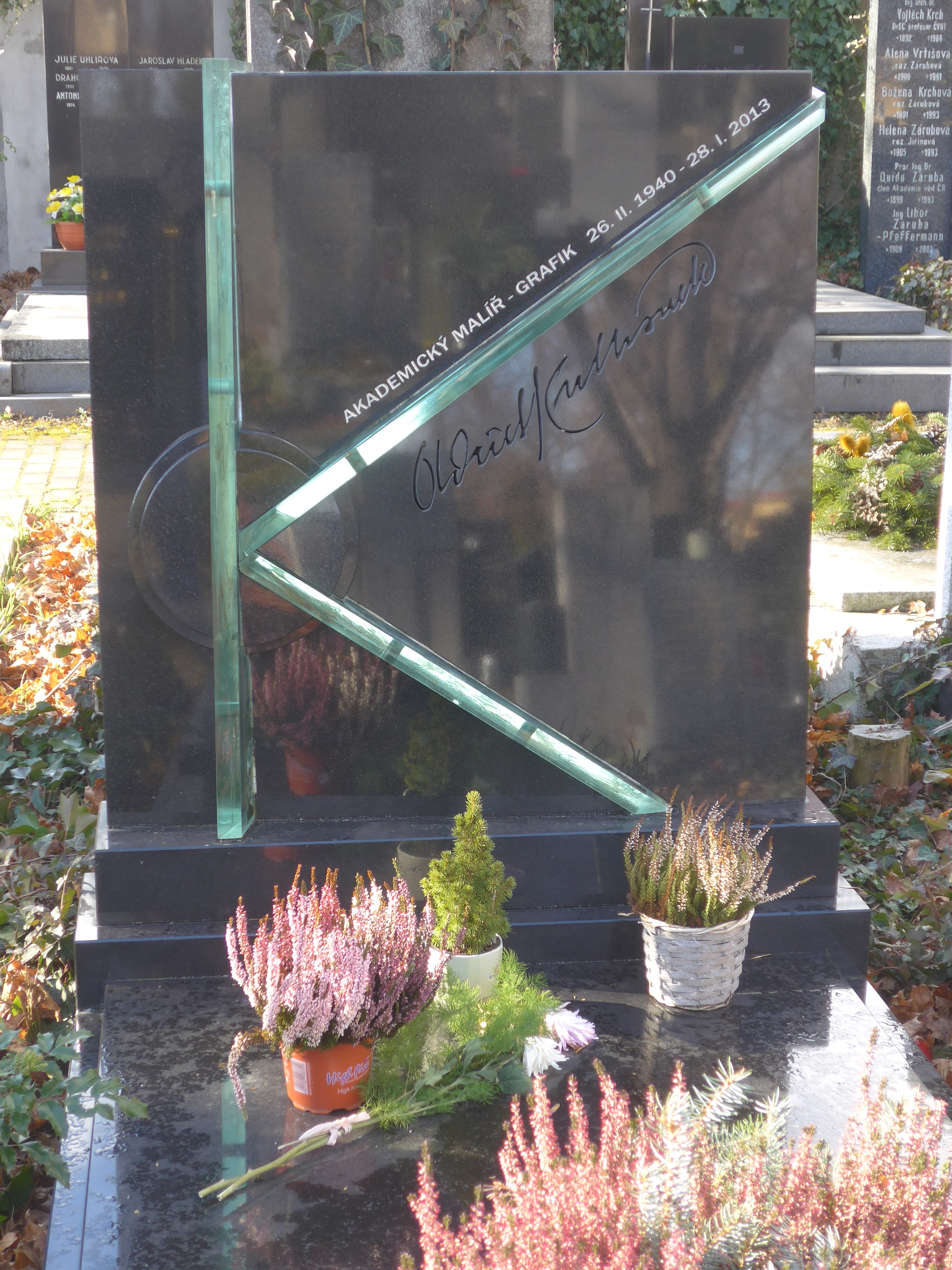
Oldřich Kulhánek
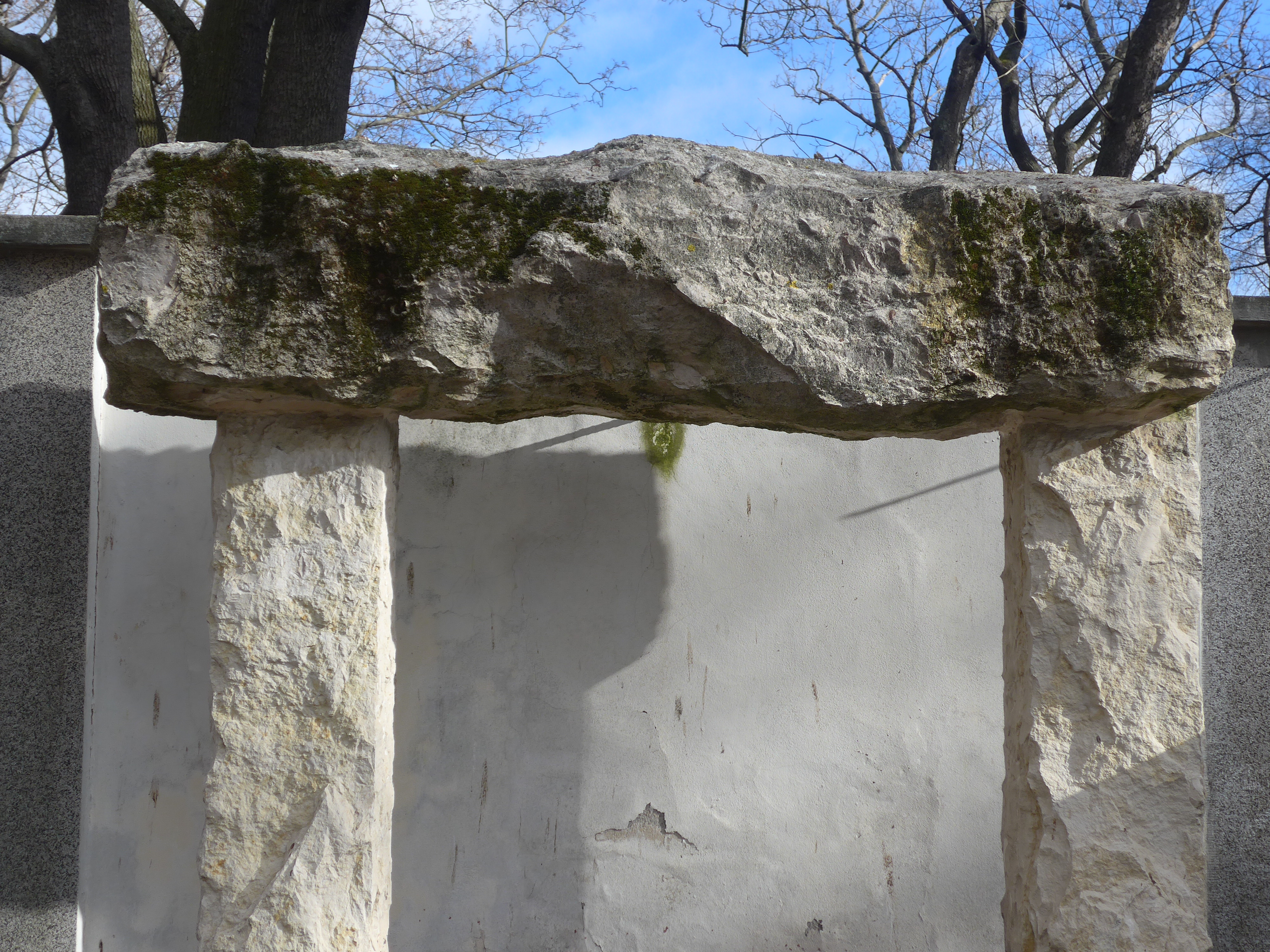
Moderní náhrobek ve tvaru brány
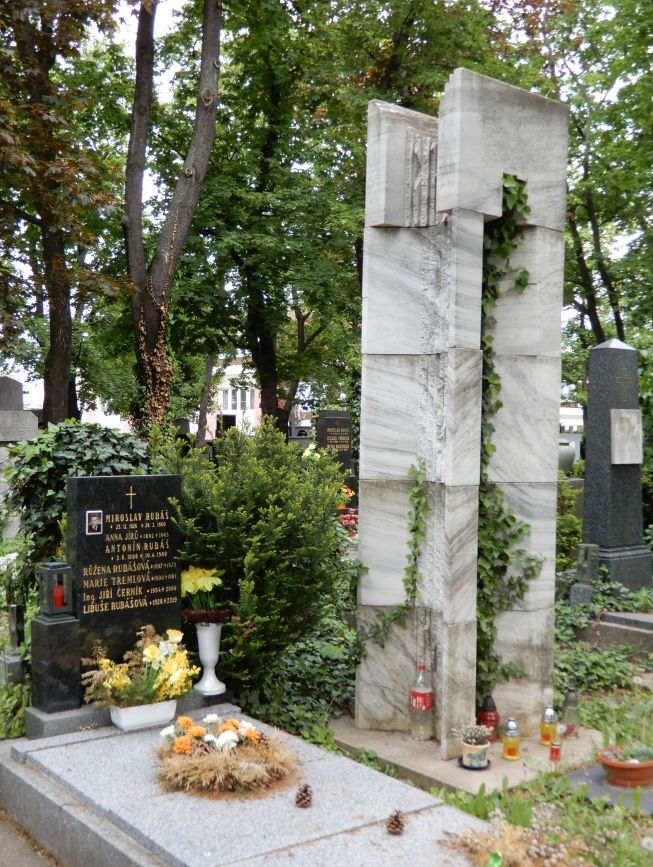
Moderní náhrobní stéla